# Stitch!
Stitch! (スティッチ! Sutitchi!?) es una adaptación en anime de la película estadounidense Lilo & Stitch y la posterior serie de mismo título de Walt Disney Television Animation. Tiene lugar en el futuro después de la película y comenzó a transmitirse en Japón en octubre de 2008. Al ser una producción ajena a las producciones estadounidenses de Lilo & Stitch, la serie no se considera canónica respecto a la continuidad de la franquicia.
La primera temporada comenzó a emitirse en inglés en Disney Channel el 4 de diciembre de 2009, y luego lo fue en Disney Channel Asia el 19 de diciembre de 2009. La primera temporada se preestrenó en Disney Channel Latinoamérica el 2 de mayo de 2010, doblada al español para su emisión en América Latina.

## Desarrollo
La serie es animada y coproducida por la casa de animación japonesa Madhouse (para la primera y segunda temporada) y por Shinei Animation (para la tercera temporada).
El estreno en Disney Channel Estados Unidos, Latinoamérica y en España fue anunciado en el especial de año nuevo "Celebratón" ("Totally New Year" en Estados Unidos). Su estreno en Latinoamérica fue el 18 de mayo de 2010.

## Sinopsis
Cuando Stitch accidentalmente aterriza en una isla remota al sur de Japón, conoce y entabla una gran amistad con Yuna, una traviesa niña local que introduce a Stitch en la divertida isla que contiene abundantes leyendas y mitos locales, e innumerables aventuras. Stitch decide quedarse en la isla cuando conoce más sobre la Gran Piedra Espiritual Chitama, que se dice cumple deseos. De todas maneras, cumplir el sueño de Stitch no es tan fácil como parece. Debe hacer gran cantidad de cosas buenas para merecer que la mítica piedra lo ayude, lo que se convierta en un difícil desafío para las costumbres de Stitch. A pesar de los obstáculos, sin mencionar las malvadas intervenciones del Dr. Hamsterviel y otras fuerzas opositoras, con la ayuda y el apoyo de Yuna y sus amigos, y con el invento de Jumba que contabiliza las cosas buenas, Stitch sale a cumplir su misión para obtener el poder más grandioso del universo.

## Personajes
- Stitch: es un alienígena del espacio exterior, que un día termina por caer a una isla situada en la Tierra, llamada Izayoi. Descubre "La Piedra Espiritual" en Okinawa y aprende que puede conceder su deseo de convertirse en el más fuerte en el universo.
- Yuna: es una joven chica que vive en una isla ficticia de la costa de Okinawa llamado Izayoi. Aprendió karate y estudios, vive una vida bastante normal, pero tiene que hacer frente a problemas menores que representa vivir con su abuela Obaa. Sin embargo, un día conoce a una extraña criatura que ha llegado desde las profundidades del espacio, Stitch.

## Reparto

### Original (Japonés)
- Stitch: Kōichi Yamadera
- Yuna: Motoko Kumai
- Jumba: Shozo Iizuka
- Pleakley: Yuji Mitsuya
- Hämsterviel: Hiroshi Yanaka
- Gantu: Unshō Ishizuka
- Obaa: Hisako Kyōda
- Kijimuna: Kappei Yamaguchi
- El padre de Yuna: Kōichi Yamadera
- Taka: Hitomi Hase
- Suzuki: Kanji Suzumori
- Piko: Miyako Ito
- Señora verdulera: Miyuki Ichijou
- Sr. Kawasaki: Ryōko Nagata
- Hondo: Souryuu Konno
- Tarou: Tomoe Hanba
- Koji:Yuka Nishigaki
- Angel: Keiko Toda
- Rubén: Koji Ochiai
- 627: Daisuke Gōri
- Tachicchu: Taiten Kusunoki
- Muun: Mitsuaki Madono
- Sparky: Wataru Takagi
- Pilolo: Makoto Naruse

### Hispanoamérica (México)
- Stitch - Raúl Aldana[6]
- Angel- Hiromi Hayakawa
- Yuna - Montserrat Fernández[6]
- Jumba - Armando Réndiz[6]
- Kenny - Miguel Calderón[6]
- Piko - Andrea Arruti[6]
- Taka - Fernando Calderón[6]
- Taro - Emilio Ángeles[6]
- Masa - Carlos Siller[6]
- Suzuki - Alex Herrera[6]
- Pleakley - Rubén Trujillo[6]
- Hamsterviel - Ricardo Tejedo[6]
- Reuben - Arturo Mercado Jr.[6]
- Jun - Irving Corona[6]
- Abuela - María Santander[6]
- Gantu - Gerardo Reyero[6]
- Tombo - Javier Olguín[6]
- Padre de Yuna - Arturo Mercado[6]

Voces Adicionales:
- Francisco Colmenero
- Celine Mercado